# Adel (Skandinavien)
In Skandinavien ist der Begriff Adel zunächst mit der besonderen Kriegspflicht gegenüber einem Herrscher verbunden, der eine Befreiung von Abgaben entspricht. Damit ist der Adel zunächst auf eine Person und nicht auf eine Familie bezogen. Erst als der Adel erblich wurde, konnte er sich von der Kriegspflicht lösen. Der Monarch konnte nun auch andere Funktionsträger des Staates mit besonderer Treuepflicht ihm gegenüber mit Wirkung auch gegenüber den Nachkommen adeln. Das führte dazu, dass der Adel auch bei den nachfolgenden Generationen erhalten blieb, auch wenn seine Funktion und seine Privilegien längst erloschen waren, bis der Souverän anderes bestimmte. Der skandinavische Adel kennt – außer den dort regierenden Königshäusern – indes keinen Hochadel.

## Dänemark
In Dänemark erwuchs der Adel aus der Schicht der freien Großbauern. Zunächst bildete sich eine so genannte „Herremandsklasse“. Für diesen Begriff wurden drei Erklärungen gegeben: Die eine lautet, dass der Begriff von „hærman“ = Krieger herzuleiten sei und dem lateinischen Wort „miles“ entspreche, die andere, dass der Begriff von „Herrars man“ = Mann des Herrn abzuleiten sei und dem lateinischen „homo domini“ entspreche, und die dritte, dass er von „Herre-mand“ (altnordisch herramaðr) = Person von hohem Rang abzuleiten sei. Aus diesem Stand rekrutierte sich später auch der königliche Hirð, die Gefolgschaft. Diese Herremenn hatten dem König oder einem Bischof den Treueid geleistet und sich so zu speziellen Diensten verpflichtet, vor allem zum Kriegsdienst mit einer besonderen Rüstung. Als Gegenleistung erhielten sie Sold oder Lehen, auch Rechtsschutz. Dagegen waren sie bis ins 12. Jahrhundert nicht von Abgaben an die Krone befreit. Der qualifizierte Kriegsdienst der Herremenn gliederte sie auf Grund ihres speziellen Treueids gegenüber dem König aus der allgemeinen Leidangs-Pflicht (Pflicht zur Heeresfolge) aus. Als die allgemeine Leidangs-Pflicht in eine Leidangs-Steuer umgewandelt wurde, gehörten die Herremenn nicht zu den Steuerpflichtigen, da sie ja nicht zu den Leidang-Pflichtigen gehört hatten. Die Steuerfreiheit als Gegenleistung zur Gestellung eines vollbewaffneten Ritters wurde 1241 im Jyske Lov festgeschrieben. Die Steuerfreiheit beinhaltete auch, dass sie für das Land, das sie besaßen oder erwarben, keine Steuern zu bezahlten brauchten. Überhaupt wird der Gegensatz der Königsmannen zu den übrigen Freibauern dahingehend gedeutet, dass sie schlechthin von allen Abgaben befreit waren. In den zeitgenössischen Gesetzen finden sich auch erste Ansätze für ihre gerichtlichen Befugnisse, indem sie Bußen bis zu drei Mark Silbers auferlegen durften. Über diese heterogenen Klasse der Herremenn entstand im 13. Jahrhundert die Klasse der Ritter. Mit dem Ritterschlag grenzten sie sich von den Waffenträgern (armigeri) ab.
In der Zeit Knuts des Heiligen wird 1085 ein „Stabularius“ (Stallmeister) als Amtsträger genannt. Welche Aufgaben und Befugnisse er hatte, ist nicht bekannt. Aber gegen Ende des 13. Jahrhunderts wurde der Stallmeister zum Vertreter des Königs und zum Abgaben-Eintreiber in den friesischen Teilen von Süd-Jütland – Ejdersted und Nordstrand. Zur Zeit Knuts gab es auch eine Art Haushofmeister, „Bryder“ genannt (einer der das Brot bricht, der einem Gutshof vorsteht, insbesondere auf den königlichen Gütern). Auch diese Posten gehörten zum Adel.
Im 13. Jahrhundert bildete sich durch den Übergang vom Volks- und Bauernheer zum Ritterheer durch königliche Privilegien ein geschlossener Adelsstand eigenen Rechts.
Man unterscheidet nun zwischen „Uradel“ und „Briefadel“. Der Uradel entstammt der Zeit vor Einführung des Adelsbriefs. Adelspatente wurden vom König ab der ersten Hälfte des 15. Jahrhunderts ausgestellt. So versuchte man, den Zugang zum Adel zu begrenzen, damit das steuerpflichtige Land nicht vermindert werde. Bald trat im Adel eine soziale Schichtung ein: Der Adel mit großem Grundbesitz wurde zum Hochadel, der mit kleinem Landgut zum Niederadel, der nach 1400 auch als „Knappen“ (Væbner) bezeichnet wurde. Der Adel schloss sich nun gegenüber den unteren Ständen ab. 1526 wurde daher der Adel zur Unterscheidung von den niederen Klassen verpflichtet, feste Geschlechternamen anzunehmen. Allmählich wurden die Ämter in der königlichen Regierung ausschließlich vom Hochadel besetzt, da der Niederadel in aller Regel nicht die Mittel für eine Ausbildung besaß, die für diese Ämter erforderlich war. 
Eine besondere Machtstellung hatte der hohe Adel dadurch, dass Dänemark bis 1660 ein Wahlkönigtum war und der Reichsrat den König oder Thronfolger wählte. So wurde etwa der Mecklenburger Albrecht IV. trotz vertraglicher Zusage seines Großvaters König Waldemar IV. Atterdag nach dessen Tod 1375 nicht zum König gewählt, da viele dänische Adlige fürchteten, dass ähnlich wie bei der Thronbesteigung Albrechts III. von Mecklenburg in Schweden 1364 zahlreiche mecklenburgische Adlige ins Land strömen und ihnen Konkurrenz machen würden. 
Da die Adelsklasse auch kein Interesse daran hatte, dass jeder vom König geadelt werden konnte, wurde in der Wahlkapitulation Christians II. 1513 festgelegt, dass der König Personen nur mit Zustimmung des Reichsrates in den Adelsstand erheben konnte, es sei denn, die Person habe sich auf dem Schlachtfeld besonders ausgezeichnet. Zwischen 1536 und 1660 wuchs die Macht des Hochadels über den Reichsrat immer weiter an. Zu dieser Zeit gab es etwa 2000 Adelsfamilien im Lande. Neben der Steuerfreiheit hatte sich eine kleine Gruppe des reichsten Hochadels den ausschließlichen Zugriff auf die einträglichen Regierungsämter und die Posten im Reichsrat gesichert. 1660 wurde der Absolutismus eingeführt und damit die Macht des Adels abrupt beendet.
Nach 1660 blieb der alte Geburtsadel bestehen, büßte aber an Macht, Ansehen und Privilegien stark ein.  1671 kam es erstmalig zu differenzierenden titularen Standeserhöhungen. Außerdem konnten nun auch Nichtadlige in die Regierungsgremien, die so genannten „Kollegien“ und in den privaten Beraterkreis des Königs, den „Geheimen Rat“, aufsteigen, wenn auch die Adligen weiterhin die Mehrzahl stellten. Hinzu kam jetzt der so genannte Briefadel. Der König erhob verdiente Bürgerliche in hohen Ämtern in den Adelsstand.
In § 97 der Verfassung von 1849 wurden alle adligen Vorrechte abgeschafft. In § 98 wurde die Errichtung neuer Lehen, Stammhäuser oder Fideikommisse untersagt und die Überführung solcher bestehender Güter in freies Eigentum angeordnet. Diese Vorschriften blieben bis heute erhalten, wenn auch unter anderer Zählung. Der Adelsbegriff als solcher blieb aber erhalten. Nach 1849 wurde in Dänemark niemand mehr geadelt, aber es gab einige Übernahmen ausländischer Adliger in den dänischen Adelsstand (Naturalisation).

## Finnland

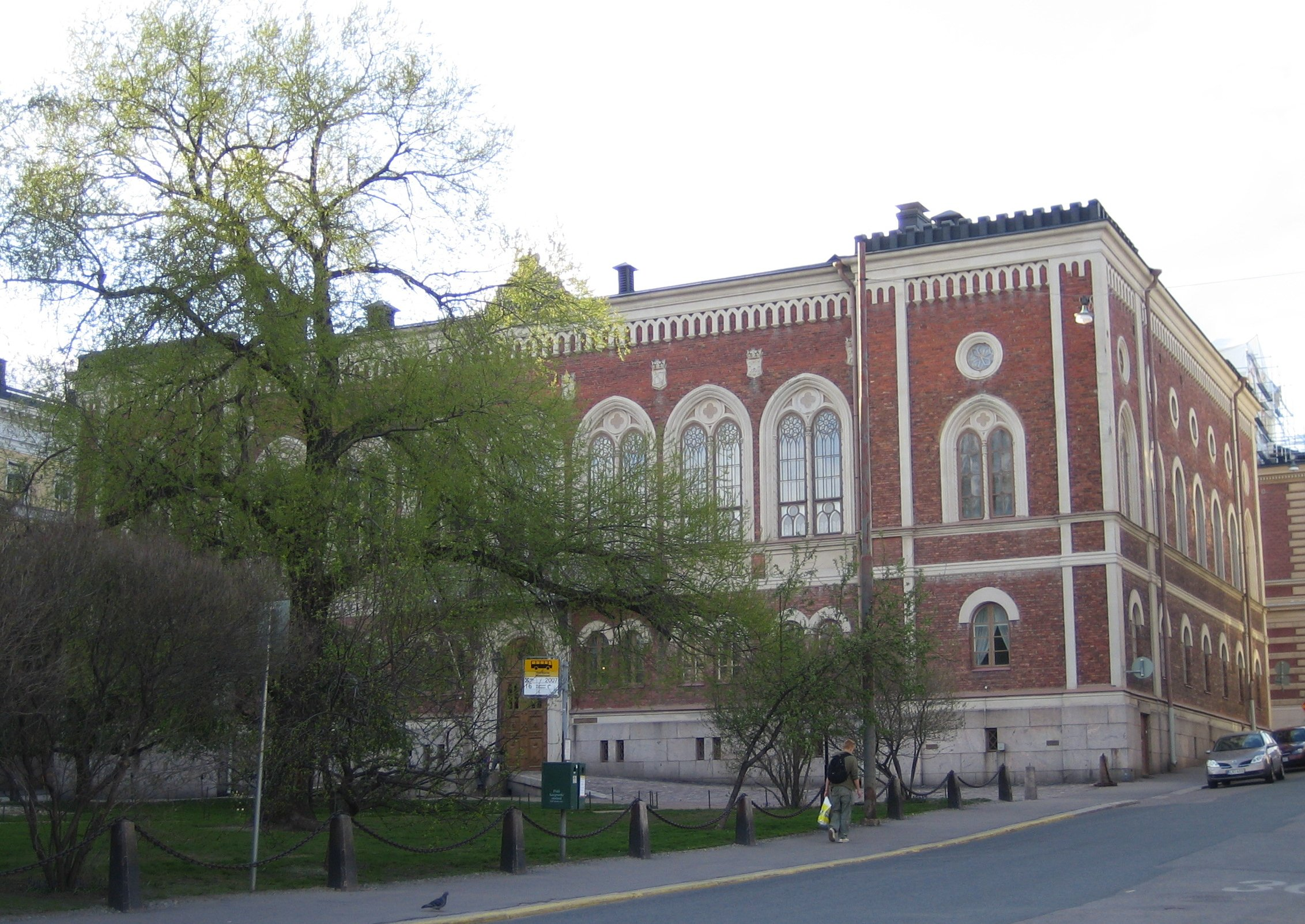
Riddarhuset / Ritarihuone in Helsinki, Sitz des finnischen Ritterhauses

In Finnland bildete sich der Adel erst heraus, als es mit Schweden vereint war. Bereits im 14. Jahrhundert gab es in der südwestlichen Küstenlandschaft einschließlich Häme eine zahlreiche Adelsklasse. In Karelien war er dagegen selten und in Savo und Österbotten fehlte er völlig. Die Verhältnisse des Adels glichen denen in Schweden. Es gab allerdings gewisse Unterschiede in der sozialen Zusammensetzung und auch zwischen dem Adel, der den Bischöfen und dem, der dem König unterstand. Die älteste Adelserwähnung betrifft die Familien van Arsten und Villilä, die dem Bischof zuzurechnen sind. Ab den 1270er Jahren kommen in den Quellen auch weltliche Adlige vor. Im 16. Jahrhundert war der Adel sehr ungleich verteilt. Die meisten Adligen gab es in Varsinais-Suomi, wohin sehr viele Adlige aus Schweden, Deutschland und Dänemark eingewandert waren. Ende des Mittelalters lagen dort über die Hälfte der Adelsgüter. Haupteinnahmequelle des Adels war das Rechtswesen. Die Einnahmen eines Lagmans (Rechtskundigen), von denen es je einen in Nordfinnland und einen in Südfinnland gab, und eines Richters (Häradshövdingetjänste) waren bedeutend. Die Ämter waren bestimmten Adelsfamilien vorbehalten. Bei Ehen mit Nichtadligen ging der Adel nicht verloren. So konnte ein verarmter Adliger seinen Adel durch Heirat mit einem reichen bürgerlichen Partner aufrechterhalten. Denn, wenn er die erforderliche Rüstung nicht mehr bezahlen konnte, verlor er seinen Status. Verbreitet war auch ein Niederadel, der einen Bauernhof betrieb, der nicht von der Steuer befreit war (Flöteskattmännen). Ihm waren Aufstiegsmöglichkeiten praktisch verwehrt. Es kam auch vor, dass der nichtadlige Ehemann den Namen und das Wappen seiner adligen Frau übernahm.
Nach der Trennung Finnlands von Schweden 1809 wurde 1818 ein eigenes Ritterhaus gebildet, in dem sich die alten Adelsgeschlechter zusammenfanden. Durch die Landtagsordnung vom 15. April 1869 sicherte sich der Adel die Teilhabe an der Gesetzgebung und Steuerbewilligung. Bis 1900 saßen im finnischen Ritterhaus eine fürstliche, elf gräfliche, 62 freiherrliche und 87 adlige Familien. Aber die fürstliche, fünf gräfliche, 15 freiherrliche und 85 adlige Familien waren zumindest auf der Mannesseite bereits erloschen. Es gab folgende Adelsklassen: Fürst, Graf, Freiherr, Ritter und Herr. Ritter war wie Herr ein unbetitelter Adel und war für die Mitglieder des schwedischen Geheimen Rates und die Kommandeure der schwedisch königlichen Ritterorden bestimmt. 1863 wurde die Klasse mit den Herren zusammengelegt.
Seit 1809 hatte der russische Zar den Titel „Großfürst von Finnland“. Als solcher nahm er das Recht in Anspruch, Personen in den Adelsstand zu erheben. Als letzten erhob er 1912 den General C. F. A. Langhoff in den Freiherrnstand. Gegenwärtig gibt es noch etwas über 100 adlige Familien. Während früher eines der Hauptprivilegien des Adels die Steuerfreiheit seines Grundbesitzes war, verschwand dieses Privileg 1920 mit der Einführung der Einkommens- und Vermögenssteuer, die keine ständische Steuerbefreiung kannte. 1919 erließ der finnische Reichsverweser C. G. Mannerheim eine Ritterhausordnung, die bis heute fortgilt. Danach findet jedes dritte Jahr eine Adelsversammlung des finnischen Adels statt.
Die Finnische Verfassung von 1919 verbot die Verleihung von Adelstiteln oder anderen erblichen Würden. (Familien, die bereits adelig waren, dürfen ihre Titel weiterhin führen.) Für verdienstvolle Arbeit zum Wohle der Gesellschaft werden Bürgern in Finnland stattdessen Ehrentitel verliehen.

## Island
In der Freistaatszeit gab es Häuptlinge, die über einen bestimmten Teil des Landes eine selbständige Herrschaft ausübten. Jon Loptsson, Bodvar Tordsson, Orm Jonsson, Odd Gissursson und Gissur Hallson werden in einem Brief von Erzbischof Øystein aus dem Jahr 1179 oder 1180 als Männer bezeichnet, „denen Gott die Macht über das Volk von Island gegeben hat“.
Bereits im 12. und 13. Jahrhundert begaben sich eine Reihe Isländer an den königlichen Hof in Norwegen und wurden dort in die königliche Hofgesellschaft aufgenommen. 1262/1264 unterwarf sich Island dem norwegischen Königtum. Erst ab 1277 sind erbliche Adelsprädikate an Isländer überliefert. Etwa 20–30 Personen erhielten den Ritter-Titel, darunter Eiríkur Sveinbjarnarson aus Vatnsfjörður († 1342). Seine Frau Vilborg trägt in den Quellen sogar den Titel „Herzogin“.
Auch Arnfinnur Þorsteinsson († 1433) trug den Adelstitel „Ritter“. den Rittern ist gemeinsam, dass sie Statthalter (hirðstjori) des Königs waren. Die Anredeform war dann herrar oder „frú“. Im Jahre 1620 ließ sich der Isländer Jón Magnusson der Ältere den Adelsbrief seines Vorfahren Björn Þorleifsson ríka (der Reiche) von 1457 vom dänischen König bestätigen. Der Brief wurde am 1. Juli 1620 vor dem Althing verlesen. Er war der letzte Adlige auf Island. Mit der Einführung des Absolutismus in Dänemark 1660 endete auch die Zeit des Adels in Island.
Über die Funktionen, die mit dem Adelsprädikat und -titel verbunden waren und über die soziale Bedeutung geben die Quellen keine Auskunft. Doch waren sie offenbar für die Armenfürsorge in ihrem Machtbereich zuständig und hatten die Pflicht, ihrer Klientel bei Rechtsstreitigkeiten beizustehen. Nach den Sagas fanden Ehen nur zwischen Häuptlingsfamilien statt.
Für einen „Adelsstand“ in Island nach 1277 geben die Quellen ebenfalls nichts her. Die Nachkommen der vom König Geadelten trugen den Titel nicht. Adlige Gebiete wie Grafschaft und Herzogtum gab es in Island nicht. Auf jeden Fall waren den Adligen keine besonderen Funktionen vorbehalten, so dass man von einem reinen Ehrentitel ausgehen kann, der bei ihrer Amtsausübung offenbar unterstreichen sollte, dass sie im Namen des Königs handelten.
Daneben gab es auch noch den kirchlichen Adel, zu dem die Bischöfe, Äbte und Äbtissinnen gehörten. Meist entstammten diese Personen aus den mächtigsten Familien Islands oder Norwegens. Die beiden Bischöfe Islands hatten nach 1262 Sitz und Stimme im norwegischen Reichsrat. Dieser Adel endete aber mit der Reformation 1530.

## Norwegen
In Norwegen ist schon früh eine besondere Häuptlingsklasse archäologisch durch aufwendige Gräber fassbar. Im Norden führte der Handel mit den als „Finnen“ bezeichnete Samen zur Herausbildung einer Oberschicht, in deren Händen der Weitertransport der so erworbenen Pelzwaren in den Süden lag. Auch bei den Samen bildete sich eine Schichtung heraus. In den historischen Berichten des Mittelalters ist von Finnenkönigen die Rede. In historischer Zeit bildeten sich zwei Machtzentren heraus: Zum einen das zentrale Königtum, zum anderen einzelne besonders mächtige Familien wie die Ladejarle und die Jarle von Møre. Als das Königtum sich in ganz Norwegen durchgesetzt hatte, wurden die Führungspersönlichkeiten vom König bestimmt, der sie aus den Familien auswählte, die sich in der Vergangenheit an die Spitze der Gesellschaft gesetzt hatten. Ab dieser Zeit kann von Adel gesprochen werden. Doch allmählich rückte die Schicht der Großbauern in Führungspositionen auf, indem sie als Lendmänner in ein besonderes Vertrauensverhältnis zum König berufen wurden. Im 12. Jahrhundert wurden aus dieser Oberschicht die Mitglieder des königlichen Gefolges, der Hirð, bestimmt. Sie legten einen besonderen Treueid ab. Sie erlangten Befreiung von Steuern und von der allgemeinen Wehrpflicht (Leidang).
Während und nach der großen Pestepidemie von 1348/1349 und den weiteren Seuchenzügen nahm der Adel immer weiter ab. Um 1320 rechnet man noch mit 500 Adelsfamilien, um 1450 nur noch mit ungefähr 200. Welchen politischen Einfluss diese Familien hatten und ob es sich nicht mehr oder weniger um lokale Größen handelte, ist noch nicht hinreichend erforscht. Nach 1523 gab es nur noch ein hochadliges Geschlecht, nämlich das Geschlecht der Galle, vertreten durch zwei Brüder, das im 17. Jahrhundert ausgestorben ist. Eine Erneuerung des Adels, sei es durch ein aufstrebendes vermögendes Bürgertum, sei es durch Erhöhung durch den König, wie dies im Mittelalter auf dem Kontinent der Fall war, fand in Norwegen kaum statt. Der Unionskönig hatte an Norwegen nur mäßiges Interesse. Stattdessen belehnte er dänische Adlige oder Nichtadlige mit norwegischen Lehnsgütern. König Christian II. stellte in seiner Wahlkapitulation von 1513 fest, dass der norwegische Adel so gut wie ausgestorben sei. Er besetzte im Laufe der Zeit alle wichtigen Lehen in Norwegen mit seinen dänischen Anhängern, oft auch Nichtadligen. Sie wurden durch diese Belehnung nicht adlig.
Im 16. Jahrhundert füllte sich der norwegische Adelsstand durch Einheirat dänischer Adliger, die die Witwen und Töchter der im Absterben begriffenen Adelsgeschlechter ehelichten und sich sehr bald selbst als Norweger fühlten. So entstand in Norwegen ein neuer Hochadel, repräsentiert durch Namen wie Bjelke, Litle, Brockenhus, Bildt, Huitfeldt und Lange. Gleichzeitig drängte der norwegische Niederadel nach. Dieser hatte rein norwegischen Hintergrund. Zu ihnen gehörten die Familien Skaktavl, Rustung, Benkestok, Galtung, Galde, Teiste, Handingmand, Brat und Rytter. Dieser norwegische Adel war im Vergleich zum schwedischen und dänischen Adel arm. Auch politisch war der norwegische Adel benachteiligt. Der dänische Adel übte die volle Kontrolle über das gesamte dänische Reich aus. 1536 wurde der norwegische Reichsrat, in dem der Adel und die Geistlichkeit vertreten waren, abgeschafft. Nur in wenigen Ausnahmefällen gelang es einem norwegischen Adligen in den dänischen Reichsrat zu gelangen, und nur ein norwegischer Lehnsmann, Jens Bjelke, erlangte ein Hauptlehen in Norwegen. Innenpolitisch blieb der Adel in Norwegen die Führungsschicht. Er vertrat das Volk zum Beispiel bei der Huldigung des Königs 1548. Aber die Entscheidungen wurden letztlich von den dänischen Adligen gefällt. Der norwegische Adel war faktisch entmündigt und auf ein Leben eines wohlhabenden Großbauern reduziert. Der Niedergang ist auch an den Ständetagen abzulesen. 1591 trat der Adel bei der Huldigung Christians IV. noch als selbstbewusste Gruppe auf, die einen eigenen Huldigungsbrief verfasste und vom König forderte, norwegische Lehen und das Statthalteramt mit Norwegern zu besetzen. Bei der Erbhuldigung 1661 an Friedrich III. kamen nur noch 17 norwegische Adlige zusammen. Die Führungsrolle hatten sie an die Geistlichkeit und den Bauernstand abtreten müssen. Die Namen der Adligen verraten ausländischen Ursprung. Nach Einführung der Eingewalt wurde der Adel weiter zurückgedrängt, so dass schließlich nur noch ein Geschlecht seine Stellung behielt, das Geschlecht der Huitfeldt. Die übrigen heirateten in Beamtenfamilien in hohen Stellungen ein, die dann später geadelt wurden, zum Beispiel Kaas, Marschalck, Tritschler und Lützow. Andere Adelsfamilien waren gezwungen, ihre Güter an Bürger und Beamte zu verkaufen und sanken in den Bauernstand ab, wie Bagge, Bothner, Dahl und Galtung.
1671 beschloss König Christian V., in Norwegen einen neuen Adel mit Grafen und Baronen zu schaffen. Der Halbbruder des Königs Ulrich Friedrich Gyldenløve und Peder Schumacher erhielten je eine Grafschaft, Gyldenløve erhielt Larvik, Schumacher Griffenfeld, das 1673 zur Grafschaft erklärt wurde. Nach dessen Fall wurde die Grafschaft in Jarlsberg umbenannt und an Feldmarschall Gustav Wilhelm Wedel übertragen. 1678 wurde Ludvig Rosenkrantz in den neuen Adelsstand als Baron erhoben, und sein Gut Rosendal wurde Baronie. Mit den Rangverordnungen von 1693 und 1730 wurde ein neuer erblicher Adel für alle eingerichtet, die Ämter in den drei obersten Rangklassen innehatten. Dazu gehörten die Familien de Tonsberg und Hausmann. Andere wurden durch königliche Patente geadelt. Dabei handelte es sich aber lediglich um Ehrentitel ohne irgendwelche besonderen Berechtigungen. Am 22. April 1709 ernannte Friedrich IV. den Italiener Hugo Octavius Accoramboni aus Florenz zum Markgrafen (Marki) von Lister und am 24. November 1710 Franciscus di Ratta und dessen beiden Neffen Giuseppe Carlo und Luigi, Senatoren und Gonfaliere (Bannerträger, ein hohes zeremonielles Amt) von Bologna, zum Marquis von Mandal. Der Grund dafür ist nicht bekannt. Francisco war spanischer Kapitän. Francisco starb 1716 und Giuseppe 1725, beide unverheiratet. Luigi war verheiratet, aber die Familie starb mit dessen Urenkel Markgraf Benedetto in der Manneslinie aus. 1711 jedenfalls war Povel Juel dort Amtmann. Von keinem der beiden Geschlechter ist in Dänemark oder Norwegen ein Aufenthalt nachgewiesen.
Nach dem Kieler Frieden 1814 gab sich Norwegen eine eigene Verfassung, die auch unter der Union mit Schweden weitestgehend erhalten blieb. In § 108 dieser Verfassung wurde bestimmt, dass in Zukunft keine Grafschaften, Baronien, Stammhäuser und Fideikommisse errichtet werden dürften. In § 23 Abs. 2 wurde weiterhin bestimmt, dass zukünftig keine erblichen Vorrechte mehr gewährt werden dürfen. Damit war der Status quo zunächst einmal eingefroren. Hintergrund war die aus der französischen Revolution übernommene Gleichheitsforderung. Am 1. August 1821 wurde ein Gesetz zur Regelung der Rechte des norwegischen Adels erlassen. In diesem Gesetz wurden alle Privilegien, bis auf die, die § 108 der Verfassung nicht widersprechen, ausdrücklich aufgehoben. In § 6 wurde dann bestimmt, dass die so erhalten gebliebenen Rechte des Adels nur den Inhabern und deren ehelichen bei Bekanntmachung des Gesetzes lebenden Nachkommen zukommen sollten, wenn sie bis zum nächsten Storting als rechtmäßig erworben nachgewiesen würden. Nach dem Tod dieser Personen sollte jeglicher Adel in Norwegen beendet sein. In § 7 wurde noch besonders angeordnet, dass jeder seinen Adel verliere, der nicht bis zum nächsten ordentlichen Storting seinen Adelsstand durch gesetzlich anerkannte Dokumente beweise. Nach der Jahrhundertwende zum 20. Jahrhundert gab es in Norwegen keine Adligen mehr.

## Schweden

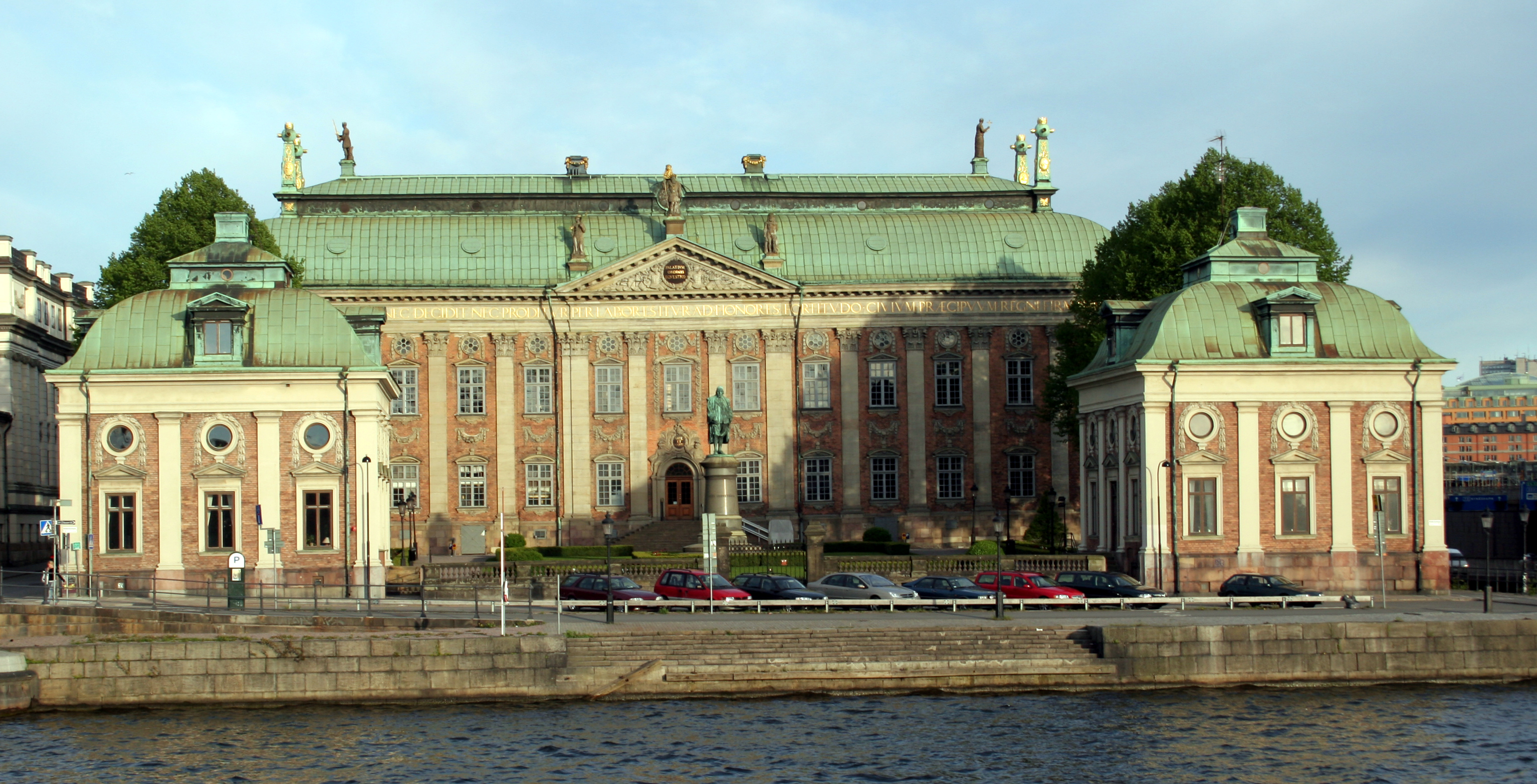
Riddarhuset in Stockholm, Sitz des Ritterhauses

Im 13. Jahrhundert begannen besonders bedeutende Familien sich dem König zum besonderen Heeresdienst zu verpflichten und wurden dafür von Abgaben befreit (Frälsemän). Diese Pflicht bestand in der Gestellung eines Ritters zu Pferde in voller Rüstung. Nach dem Landrecht Magnus Erikssons von 1347 waren Mitglieder des Reichsrates, Ritter und Knappen adlig. Freie Bauern konnten den Adel ebenfalls erwerben, indem sie einen Ritter in voller Rüstung stellten. Wem es später nicht gelang, diese kostspielige Ausrüstung aufzubringen, verlor seinen Status der Abgabenbefreiung wieder. Dieser Status wurde für den Adel so konstituierend, dass die Worte „Frälse“ und „Adel“ synonym gebraucht wurden. So kommt es auch dazu, dass nicht nur Ritter, sondern auch Bergwerksbetreiber, die ebenfalls von Abgaben befreit waren, als adlig galten und in das Ritterhaus aufgenommen worden sind.
1435 wurde der Adel zu einem eigenen Stand neben der Geistlichkeit, Bürgern und Bauern. Der Adel erwarb alsbald besondere Privilegien, nämlich die Gerichtsbarkeit auf seinen eigenen Gütern und das Patronatsrecht. Ende des 16. Jahrhunderts endete die Pflicht zum besonderen Kriegsdienst in eigener Rüstung. Aber die Abgabenfreiheit wurde beibehalten. Unter Erik XIV. wurden diese adligen Ritter zu einer eigenen Kavallerieeinheit zusammengefasst, die „Adelsfanan“ hieß. Sie wurde erst 1809 aufgelöst. Erik XIV. führte nach europäischem Vorbild 1561 auch Adelstitel ein: Graf und Freiherr. Der Herzogstitel war ausschließlich Mitgliedern der königlichen Familie vorbehalten. 1569 bestimmte Johann III. bei seiner Krönung, dass die Adelsprivilegien nur denen zukamen, die aus einer adligen Ehe stammten oder denen vom König ein Adelsbrief erteilt worden war.
Gustav II. Adolf gründete 1625 das Ritterhaus durch Erlass einer Ritterhausordnung. Alle Adligen mussten sich dort registrieren lassen. Damit wurde der Adelsstand eine geschlossene Körperschaft. Im Ritterhaus gab es drei Rangklassen: Die erste war die „Herrenklasse“ mit den Grafen und Freiherren. In der zweiten waren die Familien, die im Reichsrat vertreten waren oder zumindest die Befähigung dazu hatten, ohne dass es dafür einen Titel gab. Die dritte Klasse umfasste die übrigen Adligen. 1719 wurden die Adelsklassen abgeschafft, aber Gustav III. führte sie 1778 wieder ein. 1809 erhielten alle Stände das Recht, höchste Staatsämter zu bekleiden, und das Recht des Königs, verdiente Personen zu adeln, wurde in § 37 so geregelt, dass immer nur der älteste männliche Leibeserbe den Adelstitel erbte, und wenn es keinen gab, derjenige, der vom Stammvater her der nächste Anwärter war.
1865 hörte der Reichstag auf, in vier Ständen unterteilt zu sein. Damit endete auch die Vorrangstellung des Adels. 1902 wurde Sven Hedin als letzte Adelserhebung geadelt. In der Verfassung von 1975 wurde die Möglichkeit der Adelserhebung nicht mehr erwähnt. Mit Wirkung vom 1. Juli 2003 verlor das Ritterhaus seine privilegierte Stellung als öffentlich-rechtliche Körperschaft und wurde zu einer juristischen Person des Privatrechts.